# تعداد الولايات المتحدة 1790
هو أول تعداد أجري في الولايات المتحدة حيث أظهر وجود ما يقرب من 4 ملايين شخص يعيشون في الولايات المتحدة ، وكانت أكبر المدن كالتالي:
- فيلادلفيا 42000 نسمة.[1]
- نيويورك سيتي 33000 نسمة.
- بوسطن 18000 نسمة.
- تشارلستون، كارولاينا الجنوبية 16000 نسمة،
- بالتيمور 13000 نسمة.